# Giuseppe Stefano Grondona
Giuseppe Stefano Grondona foi um comerciante e político italiano estabelecido no Rio de Janeiro.
Imigrante oriundo da Ligúria, jacobino de longa data, chegou ao Rio em 1815, sendo expulso em 1823 por suas ideias revolucionárias, incompatíveis com a política de Pedro I.  Exilou-se em Montevidéu, de onde retornou em 1834, beneficiando-se do clima mais liberal da Regência. 
Escolhido por Mazzini como seu referente direto no Rio, fundou a Società Filantropica Italiana, inspirado na Giovane Itália. 
Mantinha relações com os círculos democráticos de Marselha e aparentemente o recebeu Garibaldi bem na capital brasileira, introduzindo-o nos meios da maçonaria local.  Giuseppe Garibaldi ajudou a organizar as eleições da sociedade. Eleito presidente Grondona surpreendeu a todos pela sucessiva publicação de insultos sobre seus eleitores o que fez naufragar o projeto. Garibaldi escreveu a Mazzini, responsabilizando Grondona pela frustrada iniciativa e seu “gênio quase infernal”, dono do “mais inconciliável e mexeriqueiro caráter que podia existir neste mundo”.
Em 1834, escreve uma petição oficial para obter a licença para fabricar sorvetes, utilizando como máxima “o gosto sensual dos gelados”, o que foi considerado pelas autoridades brasileiras como “imoral e anticonstitucional”, sendo assim indeferida. 